# أليكسس سايليمايكرس
أليكسس سايليمايكرس (بالهولندية: Alexis Saelemaekers) هو لاعب كرة قدم بلجيكي في مركز الوسط ولد في يوم 27 يونيو 1999، يلعب حالياً مع ميلان، كما لعب مع منتخب بلجيكا تحت 21 سنة لكرة القدم ويبلغ طوله 180 سم.

## روابط خارجية
- أليكسس سايليمايكرس على موقع الاتحاد الدولي (مؤرشف)  (الإنجليزية)
- أليكسس سايليمايكرس على موقع الاتحاد الأوربي (الإنجليزية)
- أليكسس سايليمايكرس على موقع الاتحاد البلجيكي (الإنجليزية)
- أليكسس سايليمايكرس على موقع إي إس بي إن إف سي (الإنجليزية)
- أليكسس سايليمايكرس على موقع قاعدة بيانات كرة القدم.إي يو (الإنجليزية)
- أليكسس سايليمايكرس على موقع ليكيب (الفرنسية)
- أليكسس سايليمايكرس على موقع ناشيونال فوتبول تيمز (الإنجليزية)
- أليكسس سايليمايكرس على موقع Soccerbase.com (لاعب) (الإنجليزية)
- أليكسس سايليمايكرس على موقع Soccerway.com (الإنجليزية)
- أليكسس سايليمايكرس على موقع عالم كرة القدم.نت (الإنجليزية)